# Municipio de Gibbon
El municipio de Gibbon (en inglés: Gibbon Township) es un municipio ubicado en el condado de Buffalo en el estado estadounidense de Nebraska. En el año 2010 tenía una población de 2165 habitantes y una densidad poblacional de 20,97 personas por km².

## Geografía
El municipio de Gibbon se encuentra ubicado en las coordenadas 40°44′29″N 98°54′11″O / 40.74139, -98.90306. Según la Oficina del Censo de los Estados Unidos, el municipio tiene una superficie total de 103.23 km², de la cual 103.08 km² corresponden a tierra firme y (0.15%) 0.16 km² es agua.

## Demografía
Según el censo de 2010, había 2165 personas residiendo en el municipio de Gibbon. La densidad de población era de 20,97 hab./km². De los 2165 habitantes, el municipio de Gibbon estaba compuesto por el 78.24% blancos, el 0.32% eran afroamericanos, el 0.37% eran amerindios, el 0.37% eran asiáticos, el 0.28% eran isleños del Pacífico, el 18.52% eran de otras razas y el 1.89% pertenecían a dos o más razas. Del total de la población el 28.41% eran hispanos o latinos de cualquier raza.